# Герберт, Мартин
Мартин Ге́рберт (нем. Martin Gerbert; 11 августа 1720, Хорб-ам-Неккар, Шварцвальд — 13 мая 1793, Санкт-Блазиен) — немецкий теолог, историк, источниковед, музыковед. Монах-бенедиктинец.

## Очерк биографии
Воспитывался в иезуитских школах Фрайбурга и Клингенау (Аргау). C 1736 года монах бенедиктинского монастыря Санкт-Блазиен, с 1744 пресвитер. С 1755 года совмещал должности монастырского библиотекаря и преподавание теологии. В 1759-63 годах путешествовал по Германии, Италии, Швейцарии и Франции, собирал и каталогизировал рукописи по истории Церкви. С 1764 года аббат монастыря Санкт-Блазиен, достигшего расцвета при его управлении. После разрушительного пожара 1768 года Герберт при поддержке императрицы Марии Терезии за 15 лет вновь отстроил монастырь (освящён в 1783 году), превратил его в своего рода академию (по образцу французского аббатства Сен-Жермен-де-Пре).

## Творчество
Герберт — автор многочисленных богословских и исторических трудов (по традиции того времени, все — на латинском языке), в том числе «История Шварцвальда» (Historia Nigrae Silvae), «Древняя немецкая литургия» (Vetus liturgia Alemannica), «Памятники древней немецкой литургии» (Monumenta veteris liturgiae Alemannicae).
Наибольшее значение имеют его работы в области церковной музыки и католической литургики. Сочинением «О пении и духовной музыке…» (De cantu et musica sacra…, 1774) Герберт положил начало музыкальной медиевистике Нового времени. Для историков музыки на протяжении многих лет особую ценность представляла его трёхтомная антология «Церковные писатели о духовной музыке…» (Scriptores ecclesiastici de musica sacra…; принятое в науке сокращение — GS), в которой Герберт разместил все важнейшие музыкальные трактаты Средневековья и частично поздней античности. В XX веке выяснилось, что редакция Герберта с точки зрения нового источниковедения не выдерживает критики (содержит ошибки расшифровки контракций, ложные авторские атрибуции, многие опечатки, в том числе, в нотных примерах и схемах). Большинство текстов антологии было пересмотрено медиевистами и переиздано (издания отдельных трактатов антологии изданы в отдельных книгах и научных статьях). Некоторые трактаты Герберт печатал, основываясь на уникальных санкт-блазиенских рукописях; после пожара (1768) они были утрачены. В отношении таких трактатов редакция Герберта в GS остаётся единственным свидетельством о редчайших памятниках музыкальной мысли прошлого.

## Сочинения и редакционная работа
- De cantu et musica sacra a prima ecclesiae aetate usque ad praesens tempus. St. Blasien, 1774.
- Vetus liturgia Alemannica… St. Blasien, 1776.
- Monumenta veteris liturgiae Alemannicae. Vol. 1-2. St. Blasien, 1777-79.
- Historia Nigrae Silvae. Vol. 1-3. St. Blasien, 1783-88.
- Scriptores ecclesiastici de musica sacra potissimum. Vol. 1-3. St. Blasien, 1784 (и многие позднейшие репринты).